# Institut Mittag-Leffler

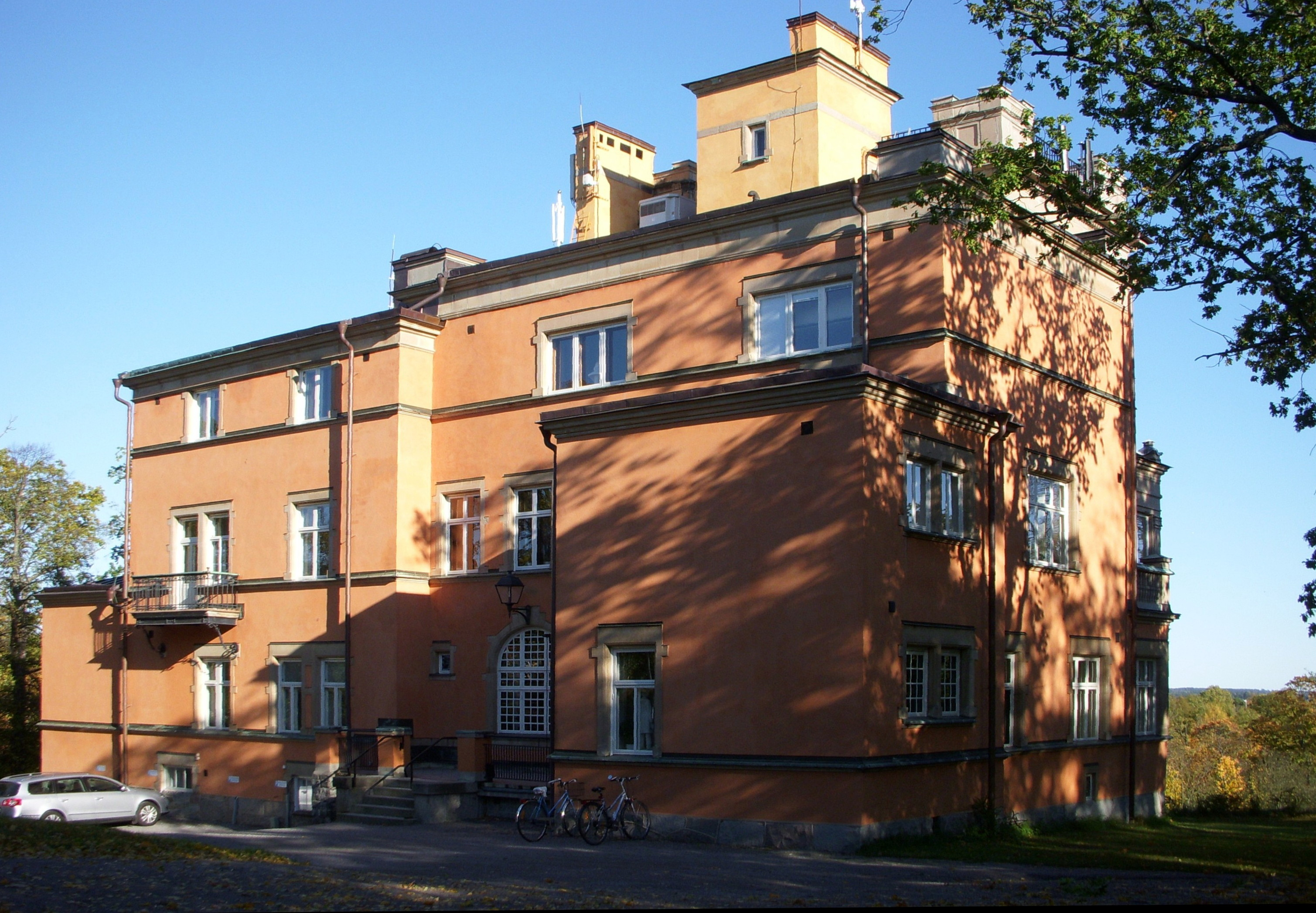
Villa Mittag-Leffler, sede dell'istituto

L'Institut Mittag-Leffler è un istituto svedese per la ricerca in matematica, con sede a Djursholm, nella Grande Stoccolma, e gestito dall'Accademia reale svedese delle scienze.
Prende il nome dal matematico Gösta Mittag-Leffler (1846–1927), che donò la sua abitazione e la sua cospicua biblioteca personale.
L'istituto pubblica le riviste Acta Mathematica e Arkiv för Matematik.